# Первая Сеульская операция
Первая Сеульская операция (25 июня — 2 июля 1950) — операция Корейской народной армии в ходе Корейской войны.

## Предыстория
Весной 1950 года как КНДР, так и Республика Корея, планируя объединить под своей властью весь Корейский полуостров, сосредоточили у служившей разграничительной линией 38-й параллели значительные силы. Со стороны Южной Кореи наиболее сильная группировка войск была сосредоточена на пхеньянском направлении в районе Сеула и севернее.
В мае 1950 года правительство КНДР, готовясь к нападению, перегруппировало войска КНА из глубины страны к 38-й параллели, создав на пхеньянском направлении численное превосходство над противником в соотношении 1,4:1, а по танкам и САУ — в соотношении 5,5:1.
Замысел сеульской операции КНА заключался в том, чтобы нанося главный удар из района Кымчхона, Йончхона, Чорона в общем направлении на Сеул, Сувон, и вспомогательный — из района Хвачэн, Индэ, Янгу в обход Сеула с юго-востока в направлении на Сувон, разгромить противостоящего противника, окружить и уничтожить его главные силы в районе Сеула и выйти на рубеж Сувон, Вончжу, Самчхок. На направлении главного удара на Сеул должны были наступать 6-я, 1-я, 4-я и 3-я пехотные дивизии и 105-я танковая бригада. 2-я и 12-я пехотные дивизии и 603-й мотоциклетный полк получили задачу нанести удар в направлении Янгу, Сувон, и отрезать пути отхода основным силам южнокорейской армии из района Сеула на юг и юго-восток.

## Ход боевых действий

### Первый этап операции
25 июня в результате хорошо организованной и проведённой КНА артиллерийской подготовки система огня южнокорейских войск была подавлена, и части 1-й, 4-й и 3-й пехотных дивизий и 105-й танковой бригады уже в первые часы боевых действий продвинулись на 6-8 км к югу от 38-й параллели, а части 6-й пехотной дивизии через два часа после начала наступления овладели городом Кэсон.
Командование южнокорейских войск начало спешно подтягивать вторые эшелоны и резервы, и на ряде направлений сумело задержать северокорейское наступление. 6-я пехотная дивизия к исходу дня вышла к реке Ханган на участке Ёнчонни, Байкоку; 4-я и 3-я пехотные дивизии к исходу дня завязали бои за Дондучэн и Синыпни. Наступавшим на восточном участке фронта войскам удалось продвинуться намного меньше — всего на 2-5 км за день.
26 июня завязались напряжённые бои. 6-я пехотная дивизия силами трёх батальонов захватила плацдарм на левом берегу реки Ханган глубиной до 3 км, и до 28 июня перебрасывала через реку свои силы несмотря на сильное сопротивление противника. 1-я пехотная дивизия смогла сломить сопротивление противника лишь к вечеру, и к 16 часам 27 июня захватила Мунсан, однако южнокорейские войска сумели закрепиться на расположенных юго-восточнее высотах, и вновь затормозили северокорейское наступление. 4-я и 3-я пехотные дивизии, захватив Синыпни, продвигались на Ыденпу, которым овладели к исходу дня 26 июня, а к вечеру 27 июня части этих дивизий уже находились на расстоянии 4-7 км от Сеула.
Тем временем наносившая вспомогательный удар 2-я пехотная дивизия после двухдневных боёв вечером 27 июня заняла Чхунчхон и подошла к Капхён, а один из её батальонов обошёл Капхён через горы и в 2 км западнее города перерезал железную дорогу, ведущую на Сеул. 12-я пехотная дивизия, медленно продвигаясь вперёд, к исходу 27 июня оказалась в 14 км северо-восточнее Хончхон.
Стремясь приостановить наступление КНА, Южная Корея спешно подтягивала резервы в район Сеула. С 27 июня на южнокорейской стороне начала принимать участие в боевых действиях авиация США, которая наносила удары не только по войскам КНА, но и по объектам на территории севернее 38-й параллели.

### Второй этап операции
Несмотря на сильное воздействие американской авиации, 28 июня северокорейские войска продолжили наступление. 6-я пехотная дивизия атаковала на рубеже Сиомари, Суйтанри, отбросила противника в район Кымпхо и после десятичасового боя овладела городом; южнокорейская сторона перебросила в район Кымпхо 18-й полк Столичной дивизии, и до конца 29 июня шли ожесточённые бои за аэродром Кымпхо. С утра 30 июня 6 дивизия вновь перешла в наступление, и сумела перерезать дорогу Сеул-Инчхон. В течение 1 и 2 июля части дивизии оборонялись на достигнутом рубеже.
1-я пехотная дивизия 28 июня разгромила противника в районе Консонри, после чего была выведена во второй эшелон.
4-я и 3-я пехотные дивизии и 105-я танковая бригада утром 28 июня начали штурм Сеула, и к вечеру заняли город. Отступавшие южнокорейские части сумели взорвать мост через реку Ханган и организовать оборону на её южном берегу. На рассвете 29 июня передовой отряд 105-й танковой дивизии (переименованная из бригады после взятия Сеула) сумел переправиться через Ханган захватить плацдарм, но из-за непрерывного воздействия американской авиации северокорейские части потратили несколько дней на то, чтобы перебросить через реку остальные войска.
2-я пехотная дивизия продвигалась вперёд очень медленно. 30 июня она вышла к реке Ханган и, форсировав её, 2 июля овладела Кванчжу. 12-я пехотная дивизия 2 июля овладела Вончжу. Из-за образовавшегося разрыва между флангами 2-й и 12-й дивизий командование КНА направило в этот разрыв 15-ю пехотную дивизию, которая 2 июля вышла к реке Ханган на участке Ипхоли, Хынхоли и приступила к её форсированию.

## Итоги и последствия
В ходе операции КНА разгромила войска южнокорейской армии, оборонявшие Сеул, однако из-за отставания частей, наносивших вспомогательный удар, не смогла окружить и уничтожить сеульскую группу войск, как это предусматривалось планом. В результате южнокорейские части сумели привести себя в порядок и в дальнейшем отступить на юг.